# Jesús Mercado Rodríguez
Jesús Mercado Rodríguez (Ciudad de México, 16 de febrero de 1939-12 de octubre de 2018) fue un futbolista mexicano que jugó como centrocampista durante su carrera.

## Carrera
Vistió las camisetas del Club América y el Club Atlante, jugando la mayoría de su trayectoria con el primero, se retiró prematuramente del fútbol por una lesión en la rodilla que casi lo mantenía sin caminar.
Disputó 143 partidos en Primera División marcando 12 goles estando más de 1346 minutos jugados. 

### Clubes
| Club          | País          | Año           | Partidos | Goles | Media |
| ------------- | ------------- | ------------- | -------- | ----- | ----- |
| C.F. América  | México        | 1960 - 1966   | 166      | 17    | 0.1   |
| Atlante F.C.  | México        | 1967 - 1969   | 51       | 10    | 0.2   |
| Total carrera | Total carrera | Total carrera | 217      | 27    | 0.12  |

## Estadísticas

### Resumen estadístico
| Competencia                | Partidos | Goles |
| -------------------------- | -------- | ----- |
| Primera División de México | 143      | 12    |
| Copa México                | 69       | 18    |
| Total                      | 212      | 30    |